# Premio per il miglior risultato amatoriale della Società astronomica del Pacifico
Il Premio per il miglior risultato amatoriale della Società astronomica del Pacifico è uno dei dieci premi a cadenza annuale assegnati dalla Società astronomica del Pacifico (ASP). In particolare questo premio riconosce "i significativi contributi dati all'astronomia o all'astronomia amatoriale da coloro i quali non sono coinvolti a titolo professionale nel campo dell'astronomia", laddove come "contributi" possono essere presi in considerazione sia quelli data all'astronomia osservativa che quelli dati alle tecnologie astronomiche. Il premio è stato istituito nel 1979 e da allora è stato assegnato ad astronomi amatoriali provenienti da diversi paesi tanto da essere divenuto uno dei premi astronomici a maggior diversificazione geografica. Nel 2018 i membri del consiglio dei direttori dell'ASP hanno deciso di onorare Gordon Myers, membro del consiglio, intitolandogli il premio, il cui nome ufficiale è quindi oggi "Gordon Myers Amateur Achievement Award".
I vincitori del premio per il miglior risultato amatoriale ricevono una placca commemorativa, consegnata durante il congresso annuale della Società astronomica del Pacifico, e un premio in denaro del valore di 500 dollari statunitensi. I candidati possono essere nominati da ogni membro della comunità astronomica (con la sola eccezione delle autocandidature e delle candidature di familiari) e le candidature, che restano valide per tre anni, devono essere presentate alla ASP entro il 15 dicembre dell'anno precedente all'assegnazione, meglio se accompagnate da varie lettere di raccomandazione. I vincitori sono quindi selezionati dalla Commissione Premi eletta dal consiglio di amministrazione della ASP. Se, come già accaduto in passato, la Commissione non ritiene nessuno dei risultati presentati sufficientemente meritorio, essa ha il diritto di non nominare nessun vincitore e quindi di non assegnare il premio.

## Albo dei vincitori
I vincitori del premio per il miglior risultato amatoriale della Società astronomica del Pacifico sono stati:

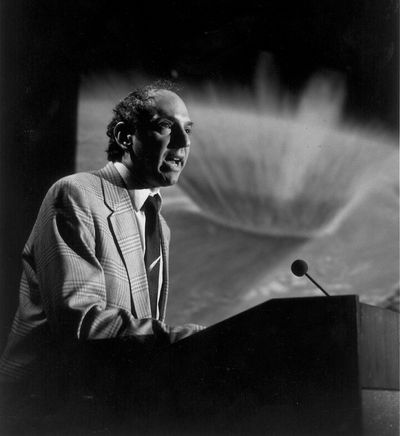
David Levy, premiato nel 1993.

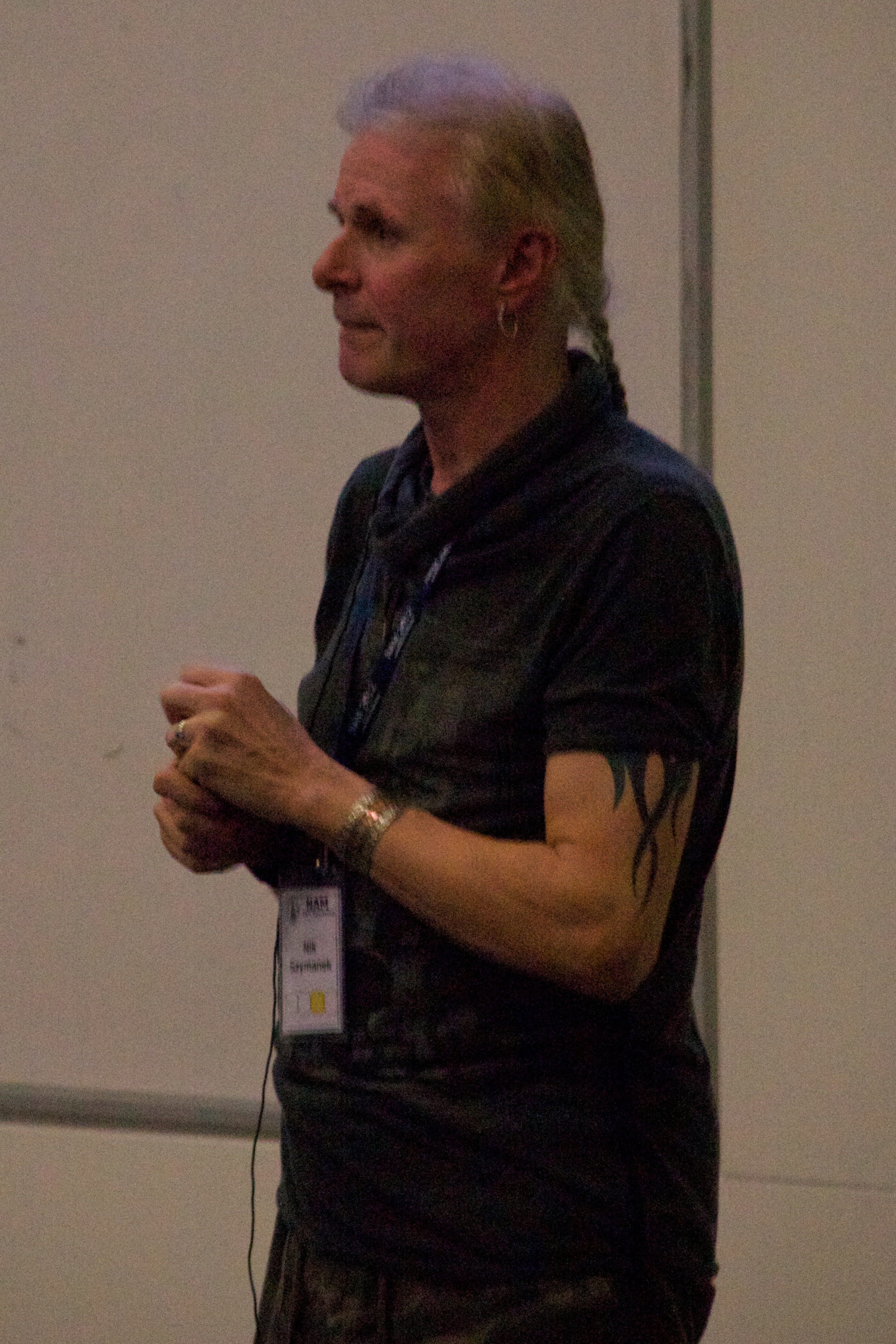
Nik Szymanek, premiato nel 2004.

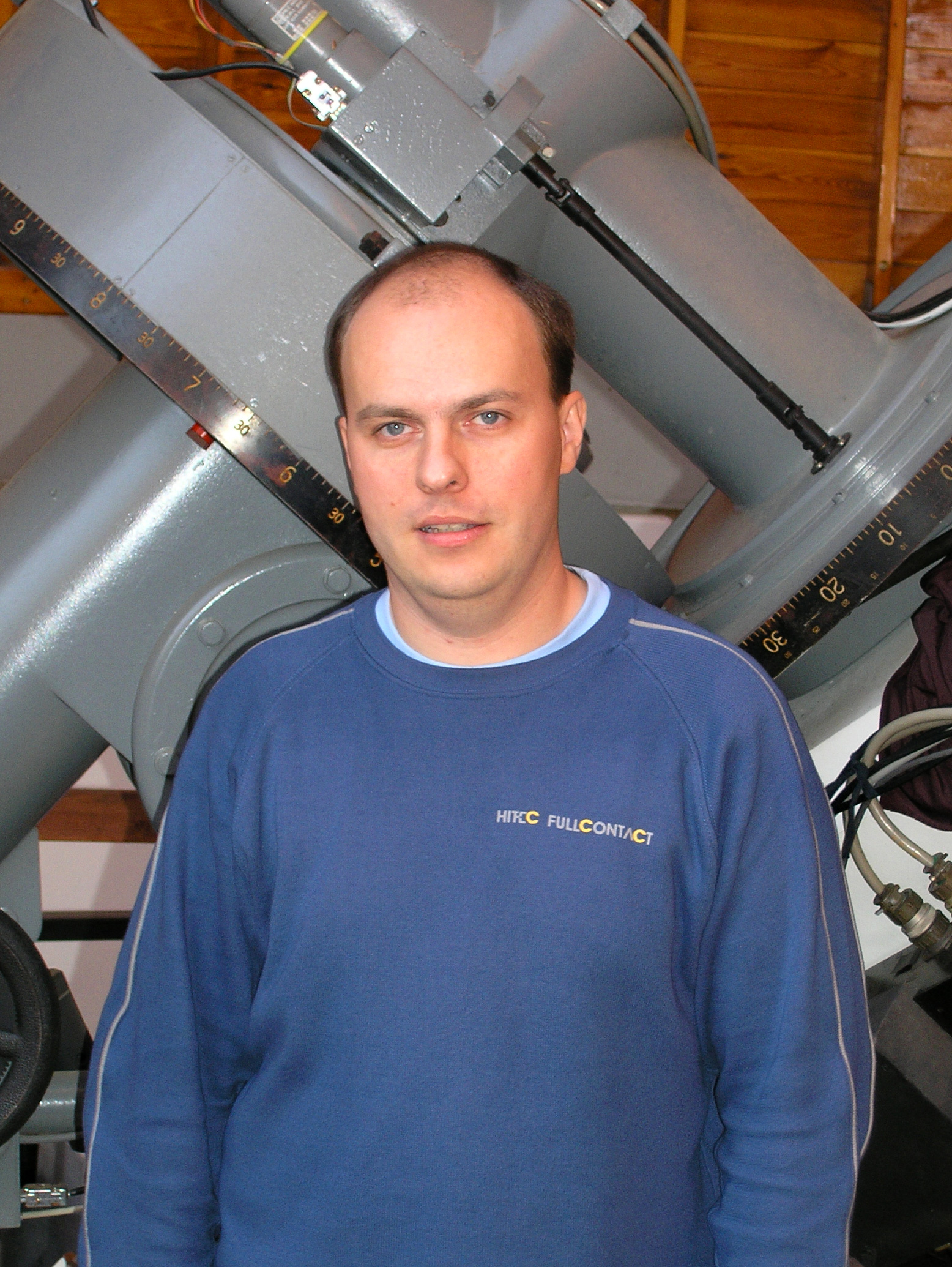
Kamil Hornoch, premiato nel 2006.

| Anno | Nome                               | Nazionalità              | Campo | Note          |
| ---- | ---------------------------------- | ------------------------ | --- | ------------- |
| 1979 | James McMahon                      | Stati Uniti (bandiera)   | Occultazioni | [ 3 ]         |
| 1980 | Frank Bateson                      | Nuova Zelanda (bandiera) | Stelle variabili | [ 7 ]         |
| 1981 | George Alcock                      | Regno Unito (bandiera)   | Novae/Comete | [ 8 ]         |
| 1982 | Ben Mayer                          | Stati Uniti (bandiera)   | Problicom (Projection Blick Comparator) | [ 9 ] [ 10 ]  |
| 1983 | J. U. Gunter                       | Stati Uniti (bandiera)   | Asteroidi | [ 11 ] [ 12 ] |
| 1984 | Russell Genet                      | Stati Uniti (bandiera)   | Fotometria fotoelettrica | [ 13 ]        |
| 1985 | Gregg Thompson & Robert Owen Evans | Australia (bandiera)     | Supernovae | [ 14 ] [ 15 ] |
| 1986 | Jean Meeus                         | Belgio (bandiera)        | Astronomia computazionale | [ 16 ] [ 17 ] |
| 1987 | Clinton B. Ford                    | Stati Uniti (bandiera)   | Stelle variabili | [ 18 ]        |
| 1988 | Jack B. Newton                     | Canada (bandiera)        | Astrofotografia | [ 19 ]        |
| 1989 | Paul Baize                         | Francia (bandiera)       | Stelle doppie | [ 20 ]        |
| 1990 | Oscar Monnig                       | Stati Uniti (bandiera)   | Meteoriti | [ 21 ]        |
| 1991 | Otto Kippes                        | Germania (bandiera)      | Orbite di asteroidi | [ 22 ]        |
| 1992 | Richard Lines & Helen Lines        | Stati Uniti (bandiera)   | Fotometria fotoelettrica e stelle variabili | [ 23 ]        |
| 1993 | David H. Levy                      | /                        | Comete | [ 24 ]        |
| 1994 | Walter H. Haas                     | Stati Uniti (bandiera)   | Fondatore della ALPO | [ 5 ]         |
| 1995 | Donald Parker                      | Stati Uniti (bandiera)   | Fotografia planetaria | [ 5 ]         |
| 1996 | M. Daniel Overbeek                 | Sudafrica (bandiera)     | Stelle variabili | [ 25 ]        |
| 1997 | Edward A. Halbach                  | Stati Uniti (bandiera)   | Stelle variabili/occultazioni | [ 26 ]        |
| 1998 | Albert Jones                       | Nuova Zelanda (bandiera) | Stelle variabili/comete | [ 27 ]        |
| 1999 | Warren Offutt                      | Stati Uniti (bandiera)   | Oggetti transnettuniani | [ 28 ]        |
| 2000 | Paul Boltwood                      | Canada (bandiera)        | Fotografia di oggetti del profondo cielo/Cometa Hyakutake | [ 29 ]        |
| 2001 | Syuichi Nakano                     | Giappone (bandiera)      | Calcolo di orbite di comete | [ 30 ]        |
| 2002 |                                    | Non assegnato            | Non assegnato | Non assegnato |
| 2003 | Kyle E. Smalley                    | Stati Uniti (bandiera)   | Oggetti near-Earth | [ 31 ]        |
| 2004 | Nik Szymanek                       | Regno Unito (bandiera)   | Fotografia ed elaborazione digitale delle immagini | [ 32 ]        |
| 2005 | Tim Hunter                         | Stati Uniti (bandiera)   | Inquinamento luminoso | [ 33 ]        |
| 2006 | Kamil Hornoch                      | Rep. Ceca (bandiera)     | Osservazione con dispositivi visivi e ad accoppiamento di carica (CCD) di stelle variabili e comete. | [ 34 ]        |
| 2007 | Peter Francis Williams             | Australia (bandiera)     | Osservazione della stella R Coronae Borealis, prototipo di una classe di stelle variabili | [ 35 ]        |
| 2008 | Steve Mandel                       | Stati Uniti (bandiera)   | Osservazioni con CCD | [ 36 ]        |
| 2009 | Thomas Droege                      | Stati Uniti (bandiera)   | Sviluppo di strumentazioni ad accoppiamento di carica e di un programma mondiale di ricognizione astronomica | [ 37 ]        |
| 2010 | Allan Rahill                       | Canada (bandiera)        | Adattamento di previsioni del Centro meteorologico canadese con lo scopo di pianificare sessioni di osservazione ad alta precisione volte a prevedere la presenza di nubi, l'oscurità, la presenza di vento e i valori di temperatura e umidità, sull'America centrale e settentrionale. | [ 38 ]        |
| 2011 | Kevin Apps                         | Regno Unito (bandiera)   | Avanzamenti nei campi della ricerca di pianeti extrasolari e dell'astrofisica stellare | [ 39 ]        |
| 2012 | Jeffrey L. Hopkins                 | Stati Uniti (bandiera)   | Fotometria fotoelettrica e spettroscopia ad alta risoluzione | [ 40 ]        |
| 2013 |                                    | Non assegnato            | Non assegnato | Non assegnato |
| 2014 | Rod Stubbings                      | Australia (bandiera)     | Attivo nella ridefinizione del sottotipo Z Cam delle novae nane e nella scoperta della nova ricorrente V745 Sco, con il lancio di un'allerta alla AAVSO e l'ottenimento della conseguente attenzione da parte della comunità astronomica                                                 | [ 41 ]        |
| 2015 |                                    | Non assegnato            | Non assegnato | Non assegnato |
| 2016 |                                    | Non assegnato            | Non assegnato | Non assegnato |
| 2017 | Gao Xing                           | Cina (bandiera)          | Supernovae/Comete | [ 42 ]        |
| 2018 | Thiam-Guan Tan                     | Australia (bandiera)     | Pianeti extrasolari | [ 43 ]        |
| 2019 |                                    | Non assegnato            | Non assegnato | Non assegnato |
| 2020 |                                    | Non assegnato            | Non assegnato | Non assegnato |
| 2021 |                                    | Non assegnato            | Non assegnato | Non assegnato |
| 2022 | Paul D. Maley                      | Stati Uniti (bandiera)   | Eclissi solari, divulgazione, occultazioni, | [ 44 ]        |
| 2023 | Dan Caselden                       | Stati Uniti (bandiera)   | Nane brune | [ 45 ]        |